# Hypervlak
Een hypervlak is in de meetkunde die op ruimten betrekking heeft van meer dan drie dimensies een generalisatie van een vlak. Op dezelfde manier als een vlak een tweedimensionale deelruimte in een driedimensionale ruimte is, is een hypervlak een {\displaystyle k}-dimensionale deelruimte binnen aan {\displaystyle n}-dimensionale ruimte, waarbij {\displaystyle k=n-1}. Meer-dimensionale hypervlakken gaan onze voorstelling te boven, maar we kunnen er wel aan rekenen.
De vergelijking van een hypervlak in de vierdimensionale euclidische ruimte {\displaystyle E(4)} met coördinaten {\displaystyle x,y,z,u} is {\displaystyle ax+by+cz+du=p}. Een hypervlak is een driedimensionale affiene deelruimte van {\displaystyle E(4)}. Voor {\displaystyle p=0} is het zelfs een vectorruimte.